# Autogenes Training
Autogenes Training ist ein auf Autosuggestion basierendes Entspannungsverfahren. Es wurde vom Berliner Psychiater Johannes Heinrich Schultz aus der Hypnose entwickelt, 1926 erstmals vorgestellt und 1932 in seinem Buch Das autogene Training publiziert. In beispielsweise Deutschland und Österreich ist das autogene Training eine gesetzlich anerkannte Psychotherapiemethode, insbesondere zur Behandlung vegetativer Störungen.

## Begriff
Autogen (zusammengesetzt aus altgriechisch αὐτό auto, deutsch ‚ursprünglich‘, ‚selbsttätig‘ und lateinisch genero ‚erzeugen‘, ‚hervorbringen‘) ist genau genommen nicht das Training, sondern die Entspannung: Der Begriff ist eine Verkürzung von „Training für autogene Entspannung“, in der Bedeutung also von „Training für von innen heraus erzeugte Entspannung“, im Gegensatz zu von außen erwirkter Entspannung.
In der Übungsphase wird die Entspannung heute häufig, gegen die Grundidee und die ausdrückliche Anweisung von Johannes Heinrich Schultz, dennoch zunächst von außen induziert, zum Beispiel durch einen Trainer oder durch einen Tonträger. Ziel ist jedoch die Entspannung von innen her, ohne äußeres Zutun und ohne äußere Unterstützung.
Der Begriff des autogenen Trainings wird häufig mit AT abgekürzt.

## Geschichte
Methoden der Entspannung und Selbstbeeinflussung waren schon im Altertum bekannt, beispielsweise in der indischen Yogalehre oder der japanischen Zen-Meditation. Die geistigen Grundlagen dafür finden sich im buddhistischen Satipatthana. Allerdings sind diese Methoden kaum von der Weltanschauung der jeweiligen Lehre zu trennen, oder sie können durch eine solche Loslösung an Wirkung verlieren.
Schultz entwickelte mit dem autogenen Training eine Technik, die unabhängig von kulturellem Umfeld und Weltanschauung anwendbar sein sollte. Vor ihrer Ausarbeitung war er lange Zeit in einer Breslauer Hypnose-Ambulanz tätig. Auf diesen Erfahrungen aufbauend begann Schultz vor dem Ersten Weltkrieg mit Vorarbeiten zum autogenen Training, entwickelte nach wissenschaftlichen Prinzipien eine Selbsthilfemethode und veröffentlichte 1926 den ersten Artikel über die „Autogenen Organübungen“. Das Buch Das autogene Training wurde 1932 veröffentlicht.
Grundlage für die Arbeiten und das Buch war seine Entdeckung, dass die meisten Menschen in der Lage sind, einen Zustand tiefer Entspannung allein mit Hilfe ihrer Vorstellungskraft zu erreichen. So lässt sich beispielsweise bei Personen, die sich intensiv Wärme in ihren Armen vorstellen, tatsächlich eine Zunahme der Oberflächentemperatur messen, die auf eine Zunahme der Durchblutung zurückgeführt wird.
Die ursprünglichen Methoden von J. H. Schultz wurden seither aufgrund neuer Erkenntnisse erweitert. Während das autogene Training ursprünglich zur Unterstützung der psychotherapeutischen Behandlung kranker Menschen entwickelt wurde, wird es heute ebenso von gesunden Personen praktiziert, beispielsweise zur Erhöhung der allgemeinen Lebensqualität, zur Steigerung der Leistungsfähigkeit im Beruf, im Sport oder beim Lernen.

## Grundlagen und Klassifizierung
Das autogene Training entstand aus Beobachtungen, die Schultz im Rahmen seiner Hypnoseforschung machte. Schultz nannte sein Verfahren „konzentrative Selbstentspannung“, und diese Entspannung der Muskulatur war die Grundlage seiner Psychotherapiemethode. Die Ruhe entsteht Schultz zufolge durch die Muskelentspannung und die dem Gehirn in dieser Form mitgeteilte Meldung: „In der Peripherie herrscht Ruhe“. Innerhalb der psychotherapeutischen Verfahren ist das autogene Training somit dem Bereich der Körpertherapie zuzuordnen, weil Ausgangspunkt und Grundlage die zunächst nur körperlichen Veränderungen der Muskel- und Gefäßspannung sind.
Gleichzeitig kann das autogene Training als Selbsthypnose aufgefasst werden. Denn beim autogenen Training versetzt sich der Übende durch Autosuggestion selbst in den „umgeschalteten“ Zustand. Unter Umschaltung versteht Schultz den Wechsel vom normalen Wachzustand in einen veränderten, hypnotischen Bewusstseinszustand. Diese Umschaltung wird – außer vor dem Schlafengehen – nach jedem Training wieder aufgehoben (im Fachjargon: „zurückgenommen“).

## Stufen und Anwendungsbereiche

### Allgemeines
Das autogene Training wird in drei Stufen gegliedert:
- Die Grundstufe (früher als Unterstufe bezeichnet), wobei sich die Techniken an das vegetative Nervensystem wenden inkl. der Organübungen (früher als Mittelstufe bezeichnet), wobei die Organübungen die Funktionen der einzelnen Organe regulieren.
- Die Mittelstufe: Die Mittelstufe beinhaltet Vorsatzformeln, um das Potenzial der Entspannung für spezielle Anliegen zu nutzen.
- Die Oberstufe: Ihre Methoden bezwecken die Beeinflussung des Verhaltens durch formelhafte Vorsatzbildung. Ihre Methoden erschließen unbewusste Bereiche des Trainierenden.

Die Anwendungsbereiche des autogenen Trainings bestehen für gesunde Menschen vor allem in der Stressreduktion, im Sport, in der Managerschulung, in der Vorbeugung gegen Burnout-Syndrom und im Bereich des Lernens. Zudem hat sich Autogenes Training zur Bekämpfung von Schlafstörungen bewährt.
Medizinische Indikationen für das autogene Training sind klassischerweise Neurosen, phobische Störungen und psychosomatische Erkrankungen, zum Beispiel Flug- und Platzangst, Magengeschwüre und Begleittherapien bei Krebserkrankungen.

### Die Grundstufe und Mittelstufe
Die Grundstufe besteht aus 7 Übungen:
1. Erleben der Ruhe
2. Erleben der Schwere
3. Erleben der Wärme
4. Herzübung
5. Atem
6. Sonnengeflecht
7. Stirnkühle

### Wirkung der einzelnen Rapporte

#### Grundstufe
Ruhe
Der Ruhe-Rapport leitet die Entspannung ein.
Schwere
Der Schwere-Rapport lässt die Muskulatur erschlaffen. Wir erlauben uns, unser ganzes Körpergewicht an die Unterlage abzugeben. Die Muskulatur wird gelockert, Blockaden werden gelöst. Die Muskeln werden warm und besser durchblutet.
Wärme
Die Wärmeübung erweitert die Arterien und Blutgefäße. Der Körper wird bis in die kleinen Kapillaren der Fingerspitzen und Zehen durchblutet. Eine wohlige Wärme breitet sich im ganzen Körper aus. Messbarer Anstieg der Körpertemperatur auf der Hautoberfläche.

#### Organübungen (früher Mittelstufe)
Herz
Die Herzformel hilft den Blutdruck dauerhaft zu regulieren. Pulsschlag und Herzfrequenz werden normalisiert.
Atem
Jeder Atemzug vertieft die Ruhe. Die Atmung wird tiefer, Wechsel von der flachen Brustatmung in die tiefe Bauchatmung. Die Qualität der Atmung verbessert sich deutlich.
Sonnengeflecht
Der Bauch ist strömend warm. Magen, Darm und innere Organe entspannen sich, die Produktion von Magensäure wird reguliert, die Eigenbewegung des Darms (Peristaltik) wird gesteigert.
Stirnkühle
Die Stirn ist glatt und kühl – dieser Rapport hilft die Gesichtsmuskeln zu entspannen. Anspannung und Kopfschmerzen weichen.
Die Suggestionen erfolgen in einfachen, kurzen Sätzen.

### Die Mittelstufe (Vorsatzformeln)
Als Mittelstufe wurden früher die Organübungen bezeichnet. Heute umfasst die Mittelstufe mit den so genannten Vorsatzformeln Übungen für Fortgeschrittene. Sie baut auf den Effekten der Grundstufe auf und wird meist im Anschluss an die 6 Grundübungen durchgeführt. Das Einsatzgebiet umfasst erwünschte Änderungen in der Einstellung, im Verhalten und im körperlichen Bereich. Dazu wird jeweils nach „Ich bin ganz ruhig“ ein meist kurzer, positiv und in der Gegenwart formulierter Satz angefügt: die sogenannte formelhafte Vorsatzbildung.

### Die Oberstufe
Die Oberstufe, schon von Schultz  psychoanalytisch konzipiert, wird in verschiedenen Formen als Therapie angewendet, zum Beispiel in der formelfreien Methode von Hartmut Kraft oder in der analytischen Oberstufe von dem Arzt und Psychotherapeuten Heinrich Wallnöfer (* 1920; Pseudonym: Heinrich Neuthaler), die gezielt psychoanalytische Techniken anwendet. Eine Vorstufe zur analytischen Oberstufe ist das „Gestalten vor und nach dem autogenen Training“, mit dem der Übergang zum psychoanalytischen Arbeiten erleichtert werden kann.
Entsprechend der Verschiedenheit der Oberstufenmethoden gibt es auch eine unterschiedliche Zahl von Übungen. J. H. Schultz, Günther Krapf, Wolfgang Luthe, Karl Robert Rosa, Klaus Thomas und Heinrich Wallnöfer verwenden 7 bis 9 Formeln.

## Übungen

### Übungen der Grundstufe

#### Allgemeines
Das autogene Training wird meistens in Gruppen-, seltener in Einzelsitzungen, unter Anleitung eines Arztes, Psychologen oder eines anderen AT-Trainers erlernt. Möglich ist aber auch das Selbststudium mit Hilfe von Büchern oder CDs und DVDs.
Erfahrungsgemäß fällt das Erlernen der Methode in der Gruppe unter professioneller Anleitung einfacher im Vergleich zum Selbststudium und wurde schon seit Schultz empfohlen.
Während der Übung soll die Körperhaltung für den Trainierenden bequem sein. Man sollte wenigstens einmal täglich liegend und einmal täglich sitzend trainieren. Die traditionellen Haltungen sind:
1. Droschkenkutscherhaltung.
2. Sitzhaltung auf einem Stuhl.
3. Sitzhaltung mit Armlehnen.
4. Sitzhaltung mit Armlehnen und Kopfauflage.
5. Liegehaltung.
6. Schreibtischhaltung.

Da das Verfahren auf Autosuggestion beruht, stellen diese Haltungen bewährte, aber keinesfalls obligatorische Einstiegshilfen dar. Zum Erlernen ist in erster Linie wichtig, dass die eingenommene Haltung über den Zeitraum der Übung bequem ist, damit das Üben der Formeln nicht gestört wird. Mit wachsender Erfahrung spielt die Körperhaltung eine abnehmende Rolle.

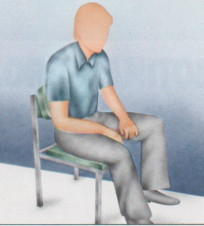
DK-Haltung
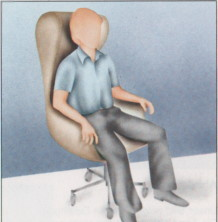
Lehnstuhl
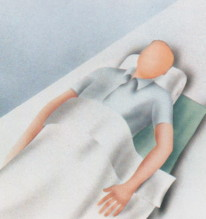
Liegehaltung
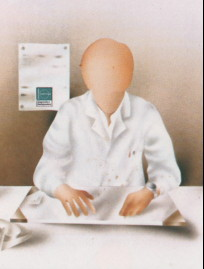
Schreibtischhaltung

#### Die Übungen der Grundstufe im Einzelnen
Geübt wird möglichst dreimal täglich. Der Übende soll sich bei den Übungen grundsätzlich wohl fühlen, eine angenehme Stellung einnehmen, kann gegebenenfalls seine Haltung auch verändern. Geübt werden soll wenigstens einmal täglich im Liegen und einmal täglich im Sitzen. Wie der Übende sich den Inhalt der Formeln am besten vorstellt, muss er individuell herausfinden. Wichtig ist, dass die Formeln immer im gleichen Wortlaut benutzt werden, damit eine Konditionierung zustande kommt.
Begonnen wird mit der Formel: ›Ich bin ganz ruhig‹ („Ruhetönung“). Diese Ruhe wird dann in der Schwereübung körperlich geübt:
Schwereübung

J. H. Schultz: „Ist der Aufgabensatz ›Ich bin ganz ruhig‹ in entsprechender Weise verstanden, so wird er nicht etwa geübt, sondern wir geben unseren Versuchspersonen als erste Übungsaufgabe die Formel: ›der Arm ist ganz schwer‹“.
Die erste Übungsformel lautet daher konkret, zusammen mit der Bezeichnung des Arms: „Der rechte Arm ist ganz schwer.“ oder auch „Der dominante Arm ist ganz schwer.“, um Linkshänder gleich zu behandeln wie Rechtshänder. Dann folgt die Suggestion der Schwere beim anderen Arm. Die Verbreitung der Schwere auf den ganzen Körper wird nicht explizit geübt, stattdessen entsteht sie allmählich von selbst. Man nennt dies die Generalisierung.
Nach geschätzten fünf bis sieben Wiederholungen der auf einzelne Körperbereiche bezogenen Entspannungsformel folgt als „Zielvorstellung“ die allgemeine Ruheformel: „Ich bin ganz ruhig.“
Wärmeübung

Die Formel lautet zum Beispiel: „Beide Arme sind ganz warm.“ Meist werden dann diese und die vorhergehende Übung zusammengezogen zu einer Gesamtübung: „Beide Arme sind ganz schwer und ganz warm.“
Herzübung

Wenn nicht medizinische Gründe eine andere Formel verlangen, wird als Nächstes das Herz angesprochen: „Das Herz schlägt ruhig und kräftig.“
Atemübung

Das Ziel der Atemübung ist es, die Atmung der natürlichen Steuerung zu überlassen. Die Formel für die ersten Wochen lautet: „Die Atmung ist ruhig und gleichmäßig.“ Später kann die Formel – semantisch etwas eigenwillig – auch lauten: „Es atmet mich.“
Wie schon bei der Herzübung kann es medizinisch notwendig sein, eine andere Formel zu benutzen.
Bauchwärme

Die Originalformel lautet: „Das Sonnengeflecht ist strömend warm.“ Die Formel kann durch „Der Bauch ist strömend warm“ ersetzt werden.
Stirnkühle

Die Stirnformel hat eine hohe mentale Klarheit zum Ziel: „Die Stirn ist angenehm kühl.“
Übende, die zu Migräne oder anderen Kopfschmerzen neigen, müssen die Stirnformel mit einem Arzt besprechen und können zum Beispiel die Ausweichformel „Der Kopf ist frei und leicht.“ verwenden.
Das Beenden

Wichtiger als konkrete Trainingserfolge ist das Erlernen des sogenannten „Zurücknehmens“. Das Zurücknehmen läuft folgendermaßen ab: Zuerst werden die Fäuste geballt. Dann schlägt man sich mit den fest geballten Fäusten mit kräftiger Muskelanstrengung auf die Schultern und lässt die Arme dann locker in die Ausgangslage fallen. Dies geschieht drei- oder fünfmal. Beim letzten Mal lässt man die geballten Fäuste oben, macht eine kurze Pause, atmet ruckartig tief ein, reißt dann gleichzeitig die Augen und die Fäuste auf und gibt einen kurzen, explosionsartigen Laut von sich. Fühlt sich der Trainierende daraufhin noch nicht frisch, wird der Vorgang wiederholt. Vor dem Schlafengehen, wo meist die dritte Übung stattfindet, wird nicht zurückgenommen. Stattdessen dreht sich die trainierende Person zur Seite und schläft ein.

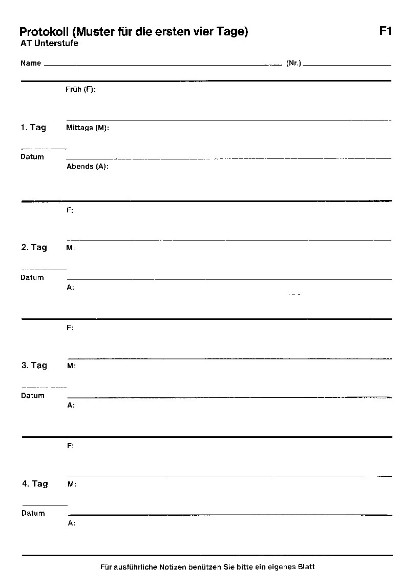

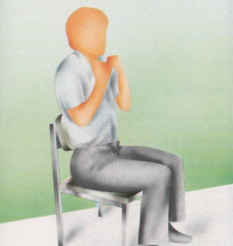
Zurücknahme 1
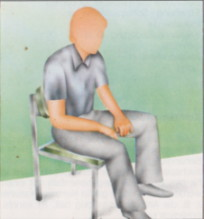
Zurücknahme 2
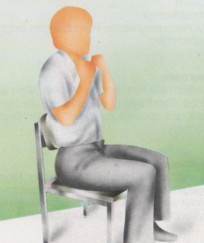
Zurücknahme 3
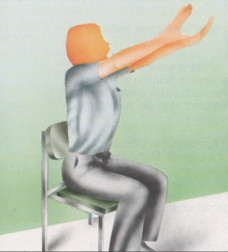
Zurücknahme 4

#### Das Protokoll
Ein wichtiger Bestandteil des autogenen Trainings ist das Protokoll. Einmal täglich sollte der Übende aufschreiben, was er bei den drei Übungen erlebt hat. Das Befassen mit dem Erlebten ist eine wesentliche Voraussetzung für den Erfolg des Trainings, sowohl im Rahmen einer Therapie als auch im Rahmen des Trainings eines gesunden Menschen im Sinne einer allgemeinen Lebenshilfe.

### Die Übungen der Mittelstufe

#### Allgemeines zur Mittelstufe
Wie auch bei der Katathym-Imaginativen Psychotherapie nach Hanscarl Leuner werden auch im autogenen Training die Übungen, die den Übergang zur Oberstufe bilden, in der „Mittelstufe“ zusammengefasst:
1. die formelhafte Vorsatzbildung,
2. das Gestalten vor und nach dem autogenen Training.

#### Die formelhafte Vorsatzbildung
Die Technik der Vorsatzbildung erinnert an die Methode von Émile Coué, der gute Erfolge mit „automatisierter“ Autosuggestion erzielte, etwa mit der Formel „Geht schon besser, geht schon besser“ oder „Muss ruhig sein“ oder gar abgekürzt: „Murusei“.
Im Unterschied zu den Formeln von Coué enthalten die Formeln im autogenen Training ausschließlich positive Formulierung, also keine Wörter wie „nicht“ oder „kein“. Verzichtet wird zudem auf Wörter die Zwang oder reine Möglichkeiten vorgeben, wie „muss“ oder „könnte“.
Auch werden sie, wie schon die Grundformeln immer in der Gegenwartsform gebildet.
Des Weiteren werden sie kurz und klar gehalten, also etwa: „Ich bleibe gelassen“, oder „Geräusche ganz gleichgültig“. Diese Formeln werden am besten an die Ruheformel angehängt, z. B.: „Ich bin ganz ruhig und bleibe gelassen“.

#### Das Gestalten vor und nach dem autogenen Training
Dieses Teilverfahren des autogenen Trainings wurde von Heinrich Wallnöfer in den 1970er Jahren mit Kollegen des psychotherapeutischen Seminars der Wiener psychiatrischen Klinik entwickelt. Es besteht darin, dass die Übenden vor dem Training mit Mitteln wie Stiften, Wasserfarben oder Knetmasse etwas gestalten; dabei werden klassischerweise die acht Farben des umstrittenen Lüscher-Farbtests vorgegeben. So sollen die Übenden ungehemmt die Hände arbeiten lassen, entsprechend dem von Marianne Martin verwendeten Ansatz „Schau, was deine Hände machen.“ Weil die Übenden dadurch vergleichsweise häufig zu psychoanalytischen Erkenntnissen gelängen, werden diese Gestaltungsübungen als guter Übergang zur Oberstufe angesehen.

### Die Übungen der Oberstufe

#### Entwicklung der Oberstufe
J. H. Schultz hat 1929 eine wissenschaftliche Arbeit mit dem Titel Gehobene  Aufgabenstufen im Autogenen Training beim vierten „Kongress für Psychotherapie“ in Bad Nauheim veröffentlicht. Er erwähnt in dieser Arbeit die Möglichkeit einer Auto-Psychoanalyse „oft bis zu überraschender Tiefe“. Er hat eine auch noch heute gültige Oberstufentechnik entwickelt, die Wolfgang Luthe in der Folge in den angelsächsischen Sprachraum brachte (Autogenic Meditation).
J. H. Schultz verlangte für Trainer, die mit der Oberstufe arbeiten wollten – dabei dachte er damals vorwiegend an Ärzte –, eine gründliche analytische Schulung.

#### Übungen der Oberstufe in verschiedenen Schulen
Die Übungen der Oberstufe lauten wie folgt:
1. Eine „beliebige“ Farbe auftreten lassen und „Auffinden der Eigenfarbe“.
2. Objekte erscheinen lassen.
3. Abstrakte Gegenstände „schauen“.
4. Gefühlszustände erleben – „Eigen-Gefühl“ erfahren.
5. Andere Menschen sehen.
6. Fragen an das Unbewusste.

Klaus Thomas hat für die Oberstufe ein Übungsset entwickelt, das sehr viele Hilfen und ausgedehnte Autosuggestionen anbietet, während J. H. Schultz immer mit absolut identischen, kurzen Formeln arbeitete, weil er großen Wert auf das ständige Konditionieren legt. Thomas hat sogenannte „Reisen“ ins Übungsset der Oberstufe eingebaut, zum Beispiel die „Reise auf den Meeresgrund“ oder die „Reise auf den Berg“. Diese Reisen wurden von manchen anderen Schülern von J. H. Schultz übernommen.
Aus den beiden ersten Oberstufenformen von J. H. Schultz  und Klaus Thomas haben sich bei verschiedenen Trainern weitere individuelle Formen der Oberstufe entwickelt.

#### Autogene Imagination
Die sogenannte autogene Imagination (auch Absolut abstinente analytische Form) ist eine Form der Oberstufe des autogenen Trainings, die von Hartmut Kraft entwickelt wurde und ganz ohne Formeln auskommt. Die Trainierenden malen zuerst ein Stimmungsbild und schreiben dann auf die Rückseite einen Stimmungstext. Weitere Vorgaben gibt es nicht. So werden Tagträume festgehalten und den anderen Trainierenden vorgestellt. Die Teilnehmer üben sich darin, „autogen“, also aus eigener Kraft, mit dem Material umzugehen.

#### Die analytische Oberstufe
Die sogenannte analytische Oberstufe wurde von Heinrich Wallnöfer vorwiegend aus den Ansätzen von  J. H. Schultz, Klaus Thomas und Wolfgang Luthe entwickelt. Das Wesentliche ist der Einbau psychoanalytischer Techniken in das Verfahren. Das Hauptanliegen ist, dass der Trainierende sich selbst gegenüber die sogenannte gleichschwebende Aufmerksamkeit erlernt, wie sie Sigmund Freud vom Analytiker verlangte.
Die Techniken der analytischen Oberstufe sind:
- das Schweigen
- das schweigende, „aufmerksame“ Zuhören
- das „neutrale“, „abstinente“ Fragen
- das vorsichtige Hinweisen
- das genaue Wiederholen eines Satzes oder einer Passage
- die (vorsichtige) Deutung
- das Umgehen mit der Regression
- das Bearbeiten von auftretenden Symbolen
- das Aufdecken negativer Besetzungen
- das Bearbeiten von „Versprechern“ in den Formeln (auch schon Grundstufe)
- die Carte-blanche-Methode von Luthe
- die „verschwiegene“ Gruppe
- das analytisch-gruppendynamische Geschehen

Die Formeln der analytischen Oberstufe lauten:
- Freie Farbe (mit dieser Formel wird die analytische Oberstufe immer begonnen)
- Selbst gewählte Farbe
- Entstehen lassen einer Zitrone aus einem tiefen, satten Blau
- Entstehen lassen von Würfel, Kreis, Dreieck
- In das Meer tauchen und Aufwärtsbewegung auf einen Berg
- Freier und selbst gewählter abstrakter Begriff
- Freie und selbst gewählte andere Person
- Freies und gewähltes Gefühl
- Frage an das Unbewusste.
- Nach längerem Üben: sich selbst sehen

Hier dargestellt ist die Technik der Wahl der „Freien Farbe“ und das „Auffinden der Eigenfarbe“:

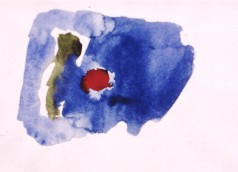
Erste Farbe
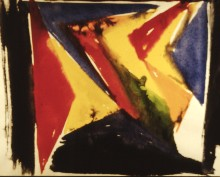
Zweite Farbe